# 一の宮はじめ
一の宮 はじめ（いちのみや はじめ 、1940年5月5日 - ）は、日本の振付師、演出家。

## 概説
西城秀樹の振付師としても知られ、西城の曲の振り付けは「チャンスは一度」から手掛けた。後に「YOUNG MAN (Y.M.C.A.)」等の振り付けを担当している。特に、西城が唄いながら「Y.M.C.A.」の4文字を両手を使って表現したパフォーマンスは、西城からヴィレッジ・ピープルにも紹介された。また「激しい恋」については、親しみやすい振付を考案した。   
現在は映像テクノアカデミアで声優、俳優科の講師としても活動している。

## 振り付け作品

### 楽曲
- 西城秀樹「チャンスは一度」「情熱の嵐」「ちぎれた愛」「愛の十字架」「薔薇の鎖」「激しい恋」「傷だらけのローラ」「この愛のときめき」「君よ抱かれて熱くなれ」「ブーメランストリート」「ボタンを外せ」「ブーツをぬいで朝食を」「YOUNG MAN (Y.M.C.A.)」など
- ザ・ドリフターズ「ドリフのほんとにほんとにご苦労さん」
- 山本リンダ「どうにもとまらない」
- ジュディ・オング「魅せられて」
- 岩崎宏美「聖母たちのララバイ」
- 河合奈保子「スマイル・フォー・ミー」他
- 沖田浩之「E気持」
- 中森明菜「1/2の神話」
- 松本伊代「センチメンタル・ジャーニー」「TVの国からキラキラ」
- チェッカーズ「涙のリクエスト」「哀しくてジェラシー」
- GOING UNDER GROUND「胸いっぱい」他

### TV
- 8時だョ!全員集合「ヒゲダンス」「少年少女合唱隊」他
- 欽ちゃんのどこまでやるの!?…わらべ「めだかの兄妹」「もしも明日が…」

### CM
- 花王ピュア
- コカコーラ
- DDI
- マクドナルド
- ロッテ「トッポ」
- チャーミーグリーン他

### 映画
- ビー・バップ・ハイスクール 高校与太郎哀歌「ビーバップ・パラダイス」
- ザ･オーディション「不思議Tokyoシンデレラ」他

### 作詞

#### 西城秀樹
- 「カモン・ベイビー」 - シングル『白い教会』カップリング　(作曲：吉野ふじ丸)
- 「ダー・ダ・ダ・ダ」
- 「ブロー・アップ・マン」 - （作曲・編曲：惣領泰則）
- 「愛を求めて」 - （作曲・編曲：芳野藤丸）
- 「明日への愛〜グッド・バイ・ガールズ」 - （作曲・編曲：田辺信一・惣領泰則）
- 「オープニング～大空へ」 - HIDEKI LIVE'76 RECORD-1 SIDE A1（作曲：前田憲男）
- 「ワインで別れよう」 - （作曲：原田忠幸）

#### 山本リンダ
- 「お友達」 - （作曲：子門真人）

### 作曲
- 「ダー・ダ・ダ・ダ」

### 訳詞
- 「孤独の太陽」（IN MY ROOM、曲 : J.Prietd）
- 「TRY A LITTLE TENDERNESS」（作詞・作曲 : H.Woods、J.Campbell、R.Connely）
- 「ダンス天国」（C.Kenner、F.Domino）
- 「歌のある限り-KEEP ON SINGING-」（作詞・作曲 : D. Janssen, B. Hart）
- 「Get Dancing」（作詞・作曲 : Kenny Nolan　編曲：芳野藤丸）
- 「ナタリー」（作詞 : C.Minellono、作曲 : U.Balsamo）
- 「セイル・アウェイ」（Sail Away, R.Newman）
- 「哀しい愛の別離（Some Other Time）」（作詞・Betty Comden, Adolph Green、作曲 : Leonard Bernstein）

## 舞台演出
- 国際花と緑の博覧会（1990年）略称は「花の万博」「EXPO'90」。 パビリオンの大きな夢の小さな街「ミクルのくに」（日本生命ほか20社） で舞台「ミクルのくに」の総合舞台演出。
- 「Jazz SingerI,II,III」- 無名塾 所属　菅原あき主演。
- 「あざみ野珠子」- アニメちびまる子ちゃん 主題歌「ゆめいっぱい」を歌唱した有馬ゆみこ主演。
- 「かもめ」
- 「帰ってきたかもめ」
- 「美少女ナナ」
- 「飛べない小鳥たち」

## TV出演
- 徹子の部屋（ゲスト出演）